# Tesão de vaca
Tesão de vaca é, no  popular brasileiro, um líquido milagroso que, quando adicionado à bebida de uma moça, é capaz de lhe provocar desejo sexual intenso, por mais casta que seja. Em consequência da fama adquirida pela crendice popular, a designação tem vindo a ser usada em vários produtos comerciais, alegadamente com efeito de estimulante sexual.
Segundo o escritor Roberto Assaf, seria um estimulante sexual usado nas roças para multiplicar o gado, autêntico no imaginário da Zona Sul do Rio de Janeiro nas últimas décadas do século XX.
O escritor e vocalista Leo Jaime, que contactou com o mito na sua adolescência, descreve o tesão de vaca como uma invenção ou crendice criada pela mente imatura dos rapazes, por forma a compensar o fraco argumentário das suas vãs tentativas de cortejar as moças com vista a um relacionamento sexual. Segundo Jaime, a invenção se enquadrava na ideia corrente entre os rapazes que o sexo era um interesse exclusivamente masculino, que o homem pedia, e a mulher dava.
Em novembro de 2020, o Inpi vetou o registo do nome "Tesão de Vaca" para espetáculos ao vivo, considerando-o atentatório da moral e bons costumes, levando o filósofo e jornalista Hélio Schwartsman a manifestar-se contra o que considerou uma atuação de polícia de pensamento, inconcebível no século XXI.
No carnaval de 2020, em Montes Claros, no norte de Minas Gerais, o bloco carnavalesco Raparigas do Bonfim distribuiu durante um espetáculo um sabor de cachaça "afrodisíaca" que designou de "Tesão de Vaca".

## Alegado estimulante sexual
Na sequência da fama adquirida pela divulgação da crendice popular, produtos com o nome "tesão de vaca", e até "tesão de touro", prometendo aumentar a atração sexual, têm sido colocados à venda na Internet direcionados ao mercado brasileiro. Produtos com a mesma designação são também encontrados em sex shops tradicionais, anunciados como gotas afrodisíacas que podem ser misturadas à bebida, com um custo de 30 reais por frasco de 15 mililitros. Têm também sido detetados produtos com o mesmo nome, de fabrico e venda não legalizada.
Em outubro de 2013, a Agência Nacional de Vigilância Sanitária (Anvisa), em resolução publicada no Diário Oficial da União, proibiu a distribuição e a comercialização, em todo o país, de uma substância conhecida como “tesão de vaca”, vendida como estimulante. A agência justificou a restrição ao produto por a bebida não apresenta no rótulo as advertências obrigatórias previstas na legislação sanitária, como a quantidade exata de cafeína e taurina no produto. Outra das irregularidade detetadas foi a inclusão no rótulo da informação do produto ser um estimulante, o que é proibido. Segundo resolução da Anvisa, não são permitidas expressões como “energético”, “estimulante”, “potencializador”, “melhora de desempenho” ou frases equivalentes, inclusive em outros idiomas além do português. Adicionalmente, o produto era vendido com a informação “Isento de registro RDC nº 27/10 ANVISA”, sendo que nessas situações é obrigatório constar no rótulo as advertências “Crianças, gestantes, nutrizes, idosos e portadores de enfermidades: consultar o médico antes de consumir o produto”, e “Não é recomendado o consumo com bebida alcoólica”. Não obstante a contraindicação, sites nos quais o produto é vendido orientavam para que fosse consumido juntamente com bebidas alcoólicas, por forma a “aumentar seu efeito”.
A substância proibida pela Anvisa em 2013 era comercializada em sites de acessórios eróticos, sendo a sua aplicação, de acordo com instruções de vendedores, pela mistura de algumas gotas da substância à bebida meia hora antes de praticar atividade sexual. Comentários de compradores do produto discutiam a sua utilização em mulheres sem o seu conhecimento.
Segundo os defensores da utilização do "tesão de vaca", a cafeína e a taurina aumentariam a circulação sanguínea, causando um aumento do estímulo sexual. A eficácia do “tesão de vaca” como estimulante da libido não está, no entanto, comprovada.

### Caso Fabrício Simão
Em 2020, o influenciador digital e humorista Fabrício dos Santos Simão, morador em Joinville, com um canal de Youtube com mais de 48 mil seguidores, lançou um vídeo, que se tornou viral nas redes sociais, divulgando um produto que designou de "tesão de vaca", com as mesmas propriedades de estimulante sexual do mito tradicional. No vídeo, o influenciador digital sugeria aos homens que colocassem o dito produto, alegadamente disponível em sex shops, na bebida de mulheres que se recusassem a ter relações sexuais em um primeiro encontro: "Negão, eu tenho certeza que vai vender mais é o 'tesão de vaca', porque vai ter nego comprando isso aqui para botar no corpo das meninas. E, às vezes, a menina quer ir para frente com o cara, mas aí ela pensa não, não. Na primeira vez não, vou me fazer de difícil. Aí tu joga no copo dela".
Segundo declaração de Fabrício Simão, este "tesão de vaca" seria composto por taurina e pó de guaraná, não alterando a consciência de quem o ingere. A propaganda do produto fazia parte de uma série de publicações que o influenciador havia firmado com a empresa produtora durante seis meses.
A publicação teve repercussão negativa imediata, com várias mulheres declarando ter nojo das declarações do influenciador. Momentos após a publicação, assim que percebeu que o comentário poderia gerar repercussão negativa, Fabrício Simão apagou o conteúdo, mas algumas pessoas gravaram o vídeo e o publicaram nas redes sociais, onde viralizou. Logo após a exclusão do conteúdo Fabrício Simão retratou-se nas redes sociais, pedindo desculpas pelo comentário, classificando a sua ação como "infeliz" e afirmando não haver percebido que o comentário poderia instigar o crime.
Na sequência da publicação a polícia foi acionada, tendo o influenciador que responder a um Termo Circunstanciado de Ocorrência (TCO) emitido pela Delegacia de Proteção à Criança, ao Adolescente, à Mulher e ao Idoso (Dpcami), guiado pelo artigo 287 do Código Penal, que consiste em fazer, publicamente, apologia ao crime. De acordo com Cláudia Lopes Gonzaga, delegada da Dpcami, uma vez que o produto atua como estimulador sexual, e não como o designado "Boa noite, Cinderela", no qual as vítimas ficam desacordadas, o comentário não se caracteriza pelo caso de estupro, mas antes por um TCO, modalidade usada em crimes de menor relevância, podendo resultar em multa ou pena mais branda. Em consequência, Fabrício Simões prestou depoimento à Polícia Civil.